# Heinrich Greve
Heinrich Eduard Greve (* 15. November 1846 in Ornshagen, Kreis Regenwalde; † 9. Januar 1892 in Tempelhof) war Arzt und Mitglied des Deutschen Reichstags.

## Leben
Greve besuchte die Dorfschule bis zum 14. Lebensjahr und dann das Gymnasium zu Treptow. Er studierte Medizin auf der militärärztlichen Akademie in Berlin und war im Krieg 1870/71 Assistenzarzt bei verschiedenen Truppenteilen und Lazaretten. 1871 promovierte er mit der Dissertation Einiges über die Aitiologie und die Behandlung der Cholera.
Nach dem Krieg war er Militärarzt in Kiel und Potsdam und seit 1874 praktischer Arzt in Tempelhof.
Von 1881 bis 1887 war er Mitglied des Deutschen Reichstags für den Wahlkreis Regierungsbezirk Magdeburg 3 Jerichow I, Jerichow II und die Deutsche Fortschrittspartei.
Von 1887 bis 1891 war er der letzte ehrenamtliche Gemeindevorsteher von Tempelhof. Nach ihm ist seit 1930 der Greveweg in Berlin-Tempelhof benannt.